# 묵은면
묵은면(默隱面), 진답면(陳畓面) 혹은 북면(北面)은 조선시대 경기도 양주목과 양주군 북북서쪽에 있던 지역으로, 은현면의 북쪽에 해당된다. 양주군의 북쪽에 있다는 이유로 북면이 되었으며, 적성현의 남쪽에 있어서 남면이 된 인근지역과는 상관이 없다. 양주군 북면이었다가 조선 세종때 이후로 진답면으로 이름이 바뀌었고, 1842년(헌종 8년) 묵은면으로 행정구역 명칭이 바뀌었다.

## 개요
본래 북면이었는데 언제부터 북면이라는 이름을 썼는지는 정확하지는 않으나 1466년 세조 12년에 양주군이 양주목으로 승격되면서 북면이라고 쓴 것으로부터 추정되고 있다. 조선 세종 때, 당시 그의 부왕인 태종의 비 원경왕후 민씨의 동생이자 세종의 외삼촌 민무질(閔無疾)의 묘가 여기에 조성되고, 나중에 여흥민씨 집안에게 묘지 주변 지역을 사패지로 내려준 뒤 어느 누구도 농사를 짓지 못하고 유휴지가 되었다. 이후 유휴지라서 누구도 그 주변에 농사를 짓지 않고, 물이 차 있어 질퍽한 논이라는 뜻에서 진답이라는 이름으로 부르다가 진답리가 되고, 나중에는 면 전체에 진답면이라는 명칭이 붙었다.
진답면에는 일패리, 이패리, 삼패리, 진답리 등이 있었는데 이는 하패리, 중패리, 상패리로 불리다가 1914년의 군면 통폐합 때 중패리의 일부를 하패리와 상패리로 분할시켜 편입하였다. 진답리는 운암리에 흡수되었다.
1789년(정조 14년) 발간한 호구총수에 기록된 진답면의 면리에 의하면 군사 시설로 편제된 마을이라 하며, 1789년 당시 호수는 263호에 인구는 1,856명으로 남자 936명, 여자 920명이었다 한다. 1842년(헌종 8년)에는 묵은면으로 지명이 바뀌었다. 1914년 조선총독부에 의해 남쪽의 현내면, 그리고 구 석적면의 북쪽인 항동리, 행동리, 대야지리, 적성군 남면의 한산리 일부, 이담면의 축산리, 황매동, 송라리, 안흥리 일부 등과 통합하여 은현면이 되었다. 석적면의 일부는 광석면과 합쳐져 광적면이 된다.

## 같이 보기
- 은현면
- 남면
- 적성면
- 광적면
- 이담면